# Phrygionis argentstriata
Phrygionis argentstriata är en fjärilsart som beskrevs av George Duryea Hulst 1886. Phrygionis argentstriata ingår i släktet Phrygionis och familjen mätare. Inga underarter finns listade i Catalogue of Life.